# Juda bar Ilaï
Ne doit pas être confondu avec Juda ben Ezéchiel.
Rabbi Juda bar (ou ben) Ilaï (hébreu : רבי יהודה בר אילעאי Rabbi Yehouda bar Ilaï) est l'un des Tannaim (docteurs de la Michna) les plus importants de la quatrième génération.
Souvent appelé « Rabbi Yehouda », sans autre précision, il a vécu en terre d'Israël dans la seconde moitié du IIe siècle de l'ère commune (c. 100- c.180).

## Éléments biographiques

### Jeunes années
Juda bar Ilaï naît à Ousha, une ville de Galilée. Son père, Rabbi Ilaï, est aussi son premier maître, et lui transmet les enseignements de Rabbi Eliezer. Le jeune Juda étudie également auprès des grands maîtres de sa génération Rabbi Tarfon de Lydda, Rabbi Ishmaël et Rabbi Akiva.
Il est contemporain de la révolte de Bar Kokhba et des mesures de répression hadrianiques. C'est ainsi qu'il doit recevoir sa semikha (« ordination » rabbinique) des mains de Juda ben Baba dans la clandestinité car le pouvoir romain a rendu la cérémonie illégale et passible de mort. Lorsque les Romains découvrent la chose, Rabbi Juda ben Baba est exécuté et Rabbi Yehouda doit s'enfuir pendant environ trois ans.

### Le premier des orateurs

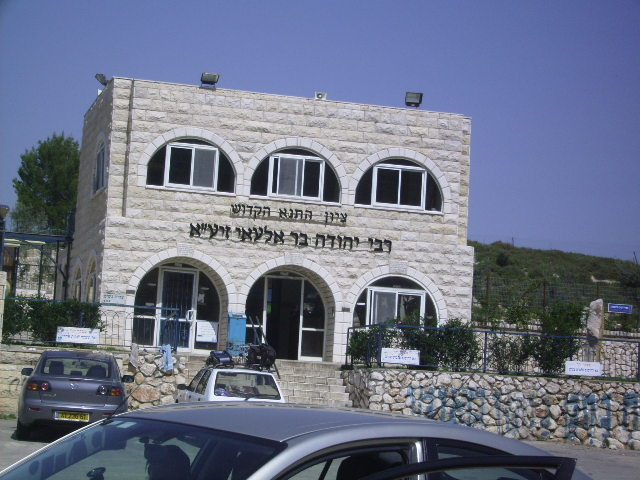
Lieu de sépulture de Rabbi Yehouda bar Ilaï

Lorsque le tumulte s'apaise, Rabbi Yehouda participe activement à la reconstitution du Sanhédrin et est un personnage de premier plan au sein des Sages de Yavneh, connu comme le « porte-parole » (rosh hamedabrim, « premier des orateurs »). Selon une tradition, cet honneur lui a été conféré par ses pairs qui reconnaissent son autorité dans la transmission des enseignements oraux ; selon une autre tradition, il s'agit d'un titre octroyé par les Romains après que Rabbi Yehouda ait vanté leurs vertus technologiques et civilisatrices.
Son importance est telle que l'on désigne en un endroit ses contemporains comme « ceux de la génération de Juda bar Ilaï ».
Son comportement est observé et imité par ses disciples avec les mêmes soins que ceux qui sont pris pour recueillir son enseignement. Il est intimement associé à l'ethnarque, Rabban Shimon ben Gamliel II, qui en fait l'un de ses conseillers et lui donne le pouvoir de décider de toute matière relevant de la Loi religieuse.
Son influence se renforce encore plus du fait de sa longévité. Il survit en effet à ses maîtres et ses collègues, formant plusieurs générations de disciples, jusqu'à Juda Hanassi, le compositeur de la Michna. L'un de ses fils, Rabbi Yosse ben Yehouda, est l'un des maîtres éminents de la cinquième génération des Tannaïm.
Il est enterré à Eïn Zetim aux côtés de son père.

## Œuvre et enseignement
L'enseignement de Rabbi Yehouda forme l'une des couches majeures de la tradition tannaïtique : plus de 600 de ses décisions juridiques ont été consignées dans la Michna et 3000 autres enseignements le sont dans la littérature tannaïtique extra-michnaïque.
Il a été établi en règle générale que lors d'une discussion l'opposant sur un point de loi à Rabbi Meïr ou à Rabbi Shimon bar Yohaï, c'est l'opinion de Rabbi Yehouda qui l'emporte. Cependant, dans les débats avec Rabbi Yosse, c'est celui-ci qui l'emporte.

### Modus vivendi
Rabbi Yehouda est considéré comme l’ish hassid, homme pieux, par excellence, auquel font référence tous les récits qui commencent par « Il arriva à un homme pieux ». Il accorde une importance toute particulière à la prière et mène une vie ascétique et dénuée comparable à celle des Hassidéens et des Esséniens. On rapporte que le châle confectionné par sa femme était utilisé par celle-ci lorsqu'elle faisait son marché et par lui lorsqu'il se rendait au collège. Il ne désire aucun plaisir en ce monde et ne consomme de vin et de viande qu'avec parcimonie, lorsque la Loi le prescrit. Il n'encourage cependant pas au retrait du monde et considère que le travail honore celui qui l'exerce. De même, il énonce que celui qui n'enseigne pas de métier à son fils, le guide vers le vol.
Rabbi Yehouda fait preuve de cette même rigueur lorsqu'il règle son comportement : il domine si bien son naturel passionné et irascible qu'il parvient, par sa douceur, à réconcilier un couple marié. Sa sévérité vis-à-vis de lui-même et de l'élite est cependant tempérée par sa clémence envers les masses, comme l'illustre son interprétation d'Isaïe 38:1 : « "expose à mon peuple son iniquité", ce sont les maîtres qui corrompent le monde par leurs erreurs, "à la maison de Jacob ses péchés", ce sont les ignorants dont la faute n'est qu'une erreur ». De même, s'il se lamente sur la disparition de la dévotion à l'étude de la Torah en son temps, il interrompt son étude pour participer aux processions matrimoniales ou funéraires. Dans l'un de ses aphorismes les plus célèbres, il recommande en toutes choses la voie du milieu.

### Exégèse et midrash
Outre les enseignements de Rabbi Eliezer, que Rabbi Yehouda a reçus de son père et tente d'expliquer par et dans leur contexte, il transmet le plus souvent les doctrines de Rabbi Akiva, en particulier sa méthode d'exégèse textuelle.
Rabbi Yehouda n'enseigne d'ailleurs pas selon le modèle de la Michna (« répétition ») où l'on énonce une série d'articles de loi à répéter jusqu'à mémorisation complète, organisés par thème et, le plus souvent, sans référence scripturaire, mais suivant celui du Midrash (« investigation ») où ces articles sont groupés selon le verset duquel ils ont été déduits. 
Pour lui, Michna et Midrash sont identiques ; celui qui voudrait étudier la Loi sans sa base scripturale est jugé dans les termes les plus sévères, contrairement à celui qui accorde toute son attention à la Bible. Néanmoins, celui qui se cantonne à l'interprétation littérale voire littéraliste (à l'instar des Sadducéens) est un « menteur » et celui qui voudrait y ajouter ce qui ne s'y trouve pas un « blasphémateur ».
Rabbi Yehouda poursuit donc la méthode de Rabbi Akiva, bien qu'il ait développé quelques principes par lui-même, notamment celui des tikkounei soferim (« amendements des scribes ») selon lequel quelques versets qui confinaient au blasphème ont été altérés par les scribes. Son exégèse est le plus souvent non littérale. Ainsi, il déduit des lois en recourant à des lectures alternatives (« ne lis pas sovea, "qui rassasie" mais sheva, "sept" »), en expliquant des termes apparemment superflus, en considérant chaque lettre comme l'abréviation ou l'initiale d'un mot (« ne lis pas behibar'am, "lorsqu'Il les créa", mais bèhè bar'am, "Il les créa avec la lettre hè" »). Néanmoins, certaines lois peuvent être déduites de leur sens simple (debarim ki-ketaban) comme les lois sur l'abattage de l'agneau pascal.
La transmission de la majeure partie du Sifra, midrash halakha (commentaire visant à extraire les lois) du Lévitique, qui provient de l'académie de Rabbi Akiva doit donc être attribuée à Rabbi Yehouda, en particulier les enseignements anonymes (« un enseignement anonyme du Sifra, c'est Rabbi Yehouda »).

### Autres traditions et enseignements
De nombreuses sentences et leçons aggadiques de Rabbi Yehouda ont été préservées. Il semble avoir porté un intérêt tout particulier à l'histoire, rapportant de nombreuses traditions sur les conditions de vie et les institutions dans l'antiquité. Il connaît également de nombreux récits se rapportant aux débuts des Temples de Jérusalem mais aussi au judaïsme hellénisé, donnant sa version des origines du Temple d'Onias et de la Septante. On lui doit en outre une description de la grande synagogue d'Alexandrie, dont il attribue la destruction à l'empereur Trajan.

## Source
- Cet article contient des extraits de l'article « JUDAH BEN ILAI » par Isidore Singer & Jacob Zallel Lauterbach de la Jewish Encyclopedia de 1901–1906 dont le contenu se trouve dans le domaine public.